# Greenleaf Music
Greenleaf Music is een onafhankelijk Amerikaans platenlabel dat jazz-platen uitbrengt. Het werd in 2003 opgericht door de Amerikaanse trompettist en componist Dave Douglas en zijn vriend drummer Mike Friedman, die eerder het label Premonition Records had opgericht. Greenleaf Music heeft sinds 2005 platen uitgebracht van Douglas, maar ook van onder meer Donny McCaslin, Nicole Mitchell (met Hamid Drake), Michael Bates en Kneebody. Het label heeft kantoren in New York en Chicago en wordt wereldwijd gedistribueerd.